# Oleg Drozdov - Kharkov -ukraine - 1996
|  | Denne artikel er oprettet af botten PalnaBot ud fra en ekstern database. Den kan derfor have sproglige fejl eller mangler. Denne skabelon kan fjernes efter kontrol af indholdet. |

Oleg Drozdov - Kharkov -ukraine - 1996 er en dokumentarfilm instrueret af Jesper Tynell, Martin Hilker, Ann Sophie Anthon efter manuskript af Jesper Tynell, Martin Hilker, Ann Sophie Anthon.

## Handling
Oleg Drozdov causerer over begrebet frihed. Han sammenligner nutidens med fortidens frihed i Ukraine, beskriver hvordan venskaber, før som nu, skaber et rum hvor en følelse af frihed blomstrer. Han kalder den sfære hvor livsglæden udtrykkes for 'øerne'. Øerne eksisterede for ham under Sovjet-styret, som nu. De offentlige politiske organer har skiftet titler, men 'øerne' er bevarede.